# Танигути, Сумитэру
Сумитэру Танигути (яп. 谷口 稜曄 Танигути Сумитэру, 26 января 1929 — 30 августа 2017) — выживший во время ядерного взрыва в Нагасаки 9 августа 1945 года (хибакуся); активист, выступавший за запрет ядерного вооружения; председатель Совета пострадавших во время ядерной бомбардировки Нагасаки.

## Бомбардировка Нагасаки
В 1943 году Сумитэру начал работать разносчиком почты в одном из почтовых отделений Нагасаки. Утром 9 августа 1945 года в момент взрыва ядерной бомбы он ехал на велосипеде, доставляя почту. Взрывом его тяжело ранило и сбросило на землю. Несмотря на то, что он получил тяжелейшие ожоги и его кожа на спине и левой руке была обуглена, он отмечал, что у него не было ни кровотечения, ни болевых ощущений, из-за того что нервные окончания были буквально выжжены. Будучи дезориентированным, он последовал на ближайший завод боеприпасов, где ему была оказана первая помощь, повреждённую кожу срезали, рану обработали машинным маслом.

## Реабилитация
Ночью его вместе с другими пострадавшими отнесли на один из холмов, окружавших Нагасаки. К утру все, кроме него, умерли. Последующие два дня спасательные бригады проходили мимо него, так как он был слишком слаб, чтобы позвать на помощь. Танигути нашли 11 августа и доставили в клинику, находящуюся примерно в 30 километрах от Нагасаки. В середине сентября его перевели в клинику начальной школы в Нагасаки. Санитарные условия и лечение там оставляли желать лучшего, в результате чего в раны Сумитэру была занесена инфекция, и его состояние ухудшилось.
В ноябре Сумитэру был переведён в военный госпиталь в городе Омура, где провёл 21 месяц, лёжа на животе из-за того, что на спине у него были сильнейшие ожоги. В это время у него развились тяжёлые пролежни на груди, через которые стало видно внутренние органы.
В мае 1947 года Сумитэру уже мог сидеть, а 20 марта 1949 года его выписали из госпиталя. Вследствие радиационного облучения во время и после бомбардировки и неправильного заживления ожогов, которые не лечились нужным образом вплоть до 1960 года, у Танигути в последующие годы развились многочисленные опухоли. На 2007 год он перенёс 10 операций по удалению доброкачественных образований. Сумитэру Танигути скончался в Японии на 89-м году жизни от рака.

## Общественная деятельность
Сумитэру Танигути посвятил свою жизнь просвещению масс о последствиях ядерных взрывов 1945 года и необходимости запрещения ядерного оружия. Он вплоть до самой смерти часто появлялся на публике, общался со студентами и участвовал в митингах, призывая к ядерному разоружению. Танигути также участвовал в съёмках документального фильма White Light/Black Rain: The Destruction of Hiroshima and Nagasaki.